# 낮과 달
《낮과 달》은 2022년에 개봉한 대한민국의 영화이다.

## 캐스팅
- 유다인 : 민희 역
- 조은지 : 목하 역
- 하경 : 태경 역
- 정영섭 : 경치 역